# Årstads distrikt
Årstads distrikt är ett distrikt i Falkenbergs kommun och Hallands län. 
Distriktet ligger öster om Falkenberg. 

## Tidigare administrativ tillhörighet
Distriktet inrättades 2016 och utgörs av socknen Årstad i Falkenbergs kommun.
Området motsvarar den omfattning Årstads församling hade vid årsskiftet 1999/2000.